# فؤاد بيراموف
فؤاد بيراموف (بالأذرية: Bayramov Fuad Həsən oğlu)‏ هو لاعب كرة قدم أذربيجاني في مركز الوسط، ولد في 30 نوفمبر 1994 في بردعة في أذربيجان. لعب مع نادي كشله.

## وصلات خارجية
- فؤاد بيراموف على موقع الاتحاد الأوربي (الإنجليزية)
- فؤاد بيراموف على موقع قاعدة بيانات كرة القدم.إي يو (الإنجليزية)
- فؤاد بيراموف على موقع Soccerway.com (الإنجليزية)
- فؤاد بيراموف على موقع عالم كرة القدم.نت (الإنجليزية)